# El invierno en Lisboa
El invierno en Lisboa es una novela del escritor español Antonio Muñoz Molina publicada en 1987.

## Argumento
Ambientada en las ciudades de San Sebastián, Madrid y Lisboa, la novela relata la historia de Santiago Biralbo, un pianista de jazz que inicia una relación sentimental con Lucrecia, a su vez casada con Bruce Malcolm, el Americano, peligroso contrabandista de obras de arte. La desaparición sospechosa de un cuadro de Paul Cézanne pone en peligro la vida de Biralbo, acosado por los secuaces de Malcolm, con Toussaints Morton a la cabeza.

## Premios
Premio de la Crítica y Premio Nacional de Literatura (Narrativa).

## Adaptación
Fue llevada al cine en 1991 por José Antonio Zorrilla, con Christian Vadim, Hélène de Saint-Père, Dizzy Gillespie, Fernando Guillén Cuervo y Eusebio Poncela.